# Papa Sene
Papa Ibrahima Sène (Dakar, 13 december 1990) is een Senegalese voetballer die als aanvaller speelt.

## Carrière
Sene begon met voetballen in Dakar. Hij sloot zich aan bij Douanes Dakar, waarvan hij op een gegeven moment de kans kreeg om te gaan testen bij Olympique Lyon. Sene brak zijn been nog voor hij kon testen en dus ging het Franse avontuur niet door. Toen hij met de nationale jeugdploeg van Senegal naar een voetbaltoernooi in Spanje trok, vluchtte hij samen met enkele ploegmaats naar het buitenland. Sene belandde als asielzoeker in België waar hij eerst voor KSC Menen en later voor derdeklasser KVV Coxyde uitkwam. Daar maakte de aanvaller al snel indruk en wekte hij de interesse van enkele eersteklassers. Eind december 2010 tekende hij een contract bij Cercle Brugge.

## Statistieken
| Seizoen         | Club              | Competitie         | Competitie | Competitie | Beker | Beker | Totaal | Totaal |
| Seizoen         | Club              | Competitie         | Wed.       | Dlp.       | Wed.  | Dlp.  | Wed.   | Dlp.   |
| --------------- | ----------------- | ------------------ | ---------- | ---------- | ----- | ----- | ------ | ------ |
| 2009-2010       | KSC Menen         | Eerste Prov. W-Vl  | 26         | 17         | 0     | 0     | 26     | 17     |
| 2009-2010       | KVV Coxyde        | Derde Klasse A     | 13         | 10         | 2     | 2     | 15     | 12     |
| 2010-2011       | Cercle Brugge     | Jupiler Pro League | 3          | 0          | 3     | 0     | 6      | 0      |
| 2011-2012       | → KSV Roeselare   | Tweede klasse      | 32         | 8          | 2     | 1     | 34     | 9      |
| 2012-2013       | → KSV Roeselare   | Tweede klasse      | 13         | 1          | 0     | 0     | 13     | 1      |
| 2013-2014       | → KFC Oosterzonen | Derde klasse B     | 12         | 5          | 0     | 0     | 12     | 5      |
| Carrière totaal | Carrière totaal   | Carrière totaal    | 99         | 41         | 7     | 3     | 106    | 44     |